# Grant Hackett
Grant Hackett (ur. 9 maja 1980 w Southport) – australijski pływak, trzykrotny mistrz olimpijski, dziesięciokrotny mistrz świata, siedmiokrotny mistrz świata (basen 25 m).
Specjalizował się w pływaniu stylem dowolnym. Przed igrzyskami olimpijskimi w Pekinie 2008 był zdobywcą 3 złotych i 2 srebrnych medali olimpijskich. W 2000 roku na igrzyskach olimpijskich w Sydney triumfował na swoim koronnym dystansie 1500 m stylem dowolnym. Cztery lata później w Atenach jego dorobek powiększył się o jeden złoty (znów indywidualnie na 1500 m st. dowolnym) oraz dwa srebrne (400 m kraulem i sztafeta 4 × 200 m) medale. W 2008 roku w Pekinie zdobył dwa medale - srebrny na 1500 m i brązowy w sztafecie 4 × 200 m. 
Dziewiętnaście razy stawał na podium mistrzostw świata na basenie 50 m, dziesięciokrotnie zwyciężając w finale, w tym aż cztery razy w wyścigu na 1500 m. Zdobył osiem medali mistrzostw świata na krótkim basenie, w tym aż siedem tytułów mistrza (trzykrotnie na koronnym dystansie 1500 m). Jego kolekcja jest również bogata w medale mistrzostw Australii (16) oraz świata. Jako jeden z najbardziej doświadczonych i utytułowanych zawodników przez kilku lat pełnił funkcję kapitana reprezentacji pływackiej swojego kraju. Trzykrotnie indywidualnie i dwa razy w sztafecie 4 × 200 m poprawiał rekordy świata na długim basenie, a jego wynik 14.34,56 min na dystansie 1500 m, osiągnięty podczas mistrzostw świata w Fukuoce w 2001 roku był rekordem świata, aż do finału mistrzostw świata w Szanghaju w 2011, gdzie Sun Yang, poprawił go o 0,42 s. 
27 października 2008 ogłosił w Sydney zakończenie kariery sportowej.

## Osiągnięcia

### Igrzyska olimpijskie
| Igrzyska olimpijskie | Data             | Konkurencja               | Rezultat     | Miejsce |
| -------------------- | ---------------- | ------------------------- | ------------ | ------- |
| Sydney 2000          | 23 września 2000 | 1500 m stylem dowolnym    | 14:48,33 min |         |
| Ateny 2004           | 14 sierpnia 2004 | 400 m stylem dowolnym     | 3:43,36 min  |         |
| Ateny 2004           | 17 sierpnia 2004 | 4 x 200 m stylem dowolnym | 7:07,46 min  |         |
| Ateny 2004           | 21 sierpnia 2004 | 1500 m stylem dowolnym    | 14:43,40 min |         |
| Pekin 2008           | 13 sierpnia 2008 | 4 x 200 m stylem dowolnym | 7:04,98 min  |         |
| Pekin 2008           | 17 sierpnia 2008 | 1500 m stylem dowolnym    | 14:41,53 min |         |

### Mistrzostwa świata
- 1998 Perth -  złoto - sztafeta 4 x 200 m stylem dowolnym
- 1998 Perth -  srebro - 400 m stylem dowolnym
- 1998 Perth -  złoto - 1500 m stylem dowolnym
- 2001 Fukuoka -  srebro - 400 m stylem dowolnym
- 2001 Fukuoka -  srebro - 800 m stylem dowolnym
- 2001 Fukuoka -  złoto - sztafeta 4 x 200 m stylem dowolnym
- 2001 Fukuoka -  złoto - 1500 m stylem dowolnym
- 2003 Barcelona -  srebro - 400 m stylem dowolnym
- 2003 Barcelona -  brąz - 200 m stylem dowolnym
- 2003 Barcelona -  złoto - sztafeta 4 x 200 m stylem dowolnym
- 2003 Barcelona -  złoto - 800 m stylem dowolnym
- 2003 Barcelona -  złoto - 1500 m stylem dowolnym
- 2005 Montreal -  złoto - 400 m stylem dowolnym
- 2005 Montreal -  srebro - 200 m stylem dowolnym
- 2005 Montreal -  złoto - 800 m stylem dowolnym
- 2005 Montreal -  brąz - sztafeta 4 x 200 m stylem dowolnym
- 2005 Montreal -  złoto - 1500 m stylem dowolnym
- 2007 Melbourne -  srebro - 400 m stylem dowolnym

### Mistrzostwa świata (basen 25 m)
- 1997 Göteborg -  złoto - 1500 m stylem dowolnym
- 1997 Göteborg -  złoto - sztafeta 4 x200 m stylem dowolnym
- 1997 Göteborg -  brąz - 400 m stylem dowolnym
- 1999 Hongkong -  złoto - 400 m stylem dowolnym
- 1999 Hongkong -  złoto - 1500 m stylem dowolnym
- 2002 Moskwa -  złoto - 400 m stylem dowolnym
- 2002 Moskwa -  złoto - 1500 m stylem dowolnym
- 2002 Moskwa -  złoto - 4 x 200 m stylem dowolnym

## Rekordy świata
| Data          | Miejsce  | Basen      | Konkurencja            | Rezultat     | Status                         |
| ------------- | -------- | ---------- | ---------------------- | ------------ | ------------------------------ |
| 23 marca 1999 | Brisbane | 50 metrowy | 200 m stylem dowolnym  | 01.46,67 min | do 23 sierpnia 1999 Ian Thorpe |
| 29 lipca 2001 | Fukuoka  | 50 metrowy | 1500 m stylem dowolnym | 14.34,56 min | do 31 lipca 2011 Sun Yang      |
| 27 lipca 2005 | Montreal | 50 metrowy | 800 m stylem dowolnym  | 07.38,65 min | do 29 lipca 2009 Zhang Lin     |